# جسم‌گرایی

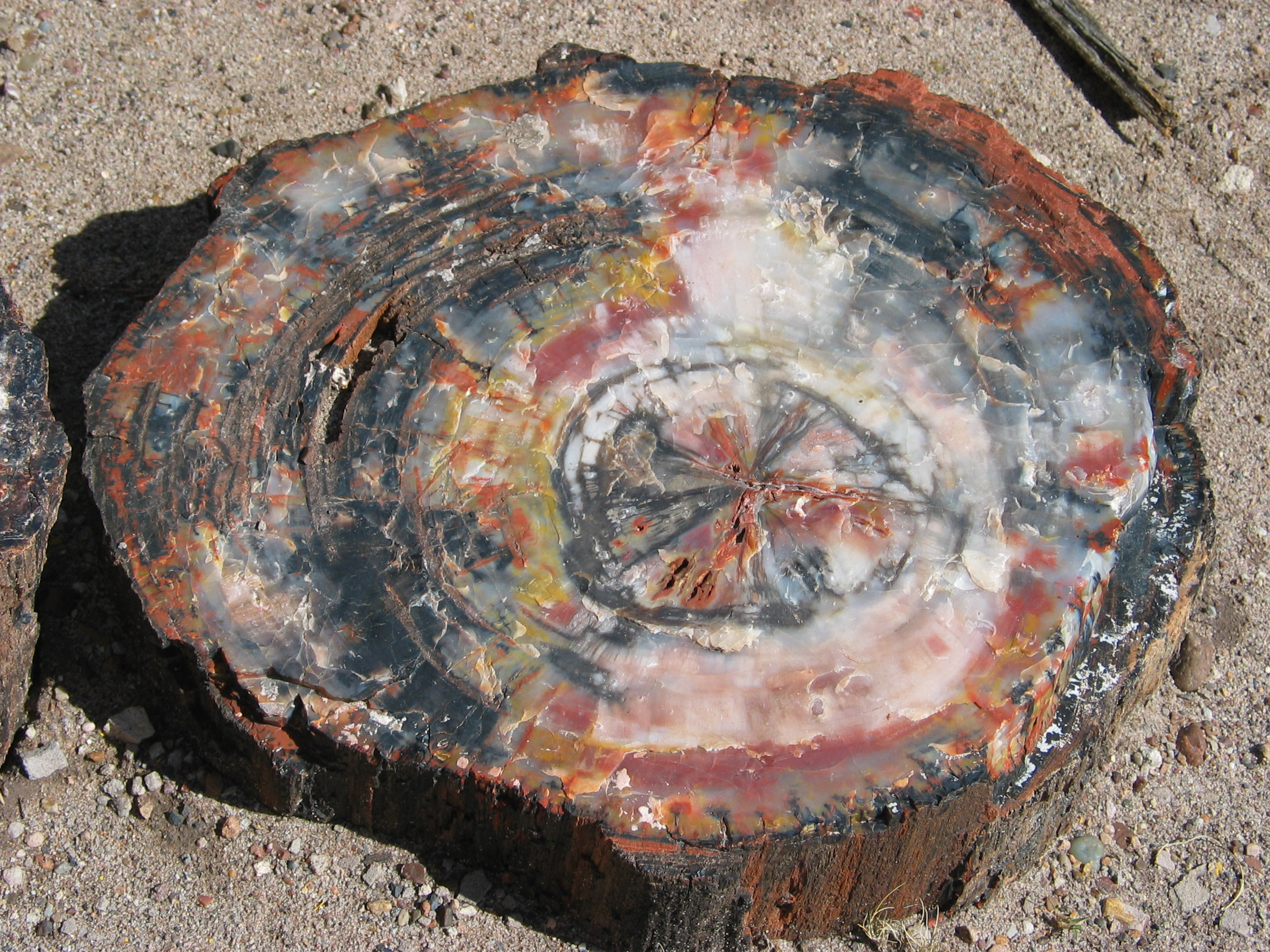
نمایی از تکه چوبی که تبدیل به سنگ شده

ذره‌گرایی یا جسم‌گرایی (به انگلیسی: Corpuscularianism) یک تئوری فیزیکی است که فرض می‌کند همه ماده از ذرات دقیقی تشکیل می‌شود. این تئوری در قرن هفدهم اهمیت پیدا کرد. توماس هابز، رنه دکارت، پیر گاسندی، رابرت بویل، اسحاق نیوتن، و جان لاک در زمره پیشروان این تئوری محسوب می‌شوند.
کورپوسکولاریسم شبیه به تئوری اتمیسم است، با این تفاوت که اتم‌ها غیرقابل تفکیک بوده، اما ذرات (جسم‌ها یا بدنک‌ها) را می‌توان در اصل تقسیم کرد.

## اهمیت در توسعه تئوری علمی مدرن
چندین اصلی که کورپوسکولاریسم گرایی ارائه داد اصول شیمی مدرن شد.